# Dinosaurios (documental)
Dinosaurios, titulado en inglés Dinosaur!, es un documental televisivo estadounidense sobre dinosaurios. Fue presentado por el actor Christopher Reeve y emitido por primera vez en Estados Unidos el 5 de noviembre de 1985 en el canal CBS. Años más tarde, en 1991, otro documental estadounidense también titulado en inglés Dinosaur! pero sin ninguna relación con este, fue presentado en el canal A&E Network por un presentador de noticias de CBS, Walter Cronkite.
Dinosaurios, el documental de 1985 presentado por Christopher Reeve, fue doblado al español por Televisión Española y emitido por primera vez en España a las 16h30 del 25 de diciembre de 1987 en el canal TVE1 (rebautizado en 2008 como La 1).

## Orígenes del proyecto
Antes de convertirse en un documental televisivo de una hora de duración, Dinosaurios tuvo un precedente en 1984 con una secuencia experimental de animación en volumen, un cortometraje de diez minutos de duración titulado Prehistoric Beast (literalmente: «bestia prehistórica»). Concebido y creado por Phil Tippett en los inicios de su propio estudio de producción de efectos especiales (el Tippett Studio), el cortometraje Prehistoric Beast tenía como objetivo el perfeccionamiento de la técnica de animación en volumen conocida como go motion. El argumento del cortometraje era simple: se trataba de la persecución y depredación de un Monoclonius por parte de un Tyrannosaurus. Esta pequeña película animada sólo fue proyectada en unos pocos festivales especializados en animación, pero convenció suficientemente a Robert Guenette y Steven Paul Mark para solicitar las habilidades de Tippett con vistas a transformar Prehistoric Beast en un documental sobre dinosaurios de larga duración. Fue de este modo como Mark y Guenette pidieron a Tippett que realizase nuevas secuencias pero con otras especies de dinosaurios tales como hadrosáuridos (o dinosaurios de pico de pato, el término utilizado en el documental), Deinonychus, Struthiomimus, Brontosaurus (nótese que en 1985, el año de producción de Dinosaurios, este género estaba considerado como sinónimo de Apatosaurus aunque hoy en día ya no es el caso) y también imágenes adicionales de un asteroide, el que supuestamente impactó en la Tierra, provocando la extinción de los dinosaurios. Añadiendo todo este nuevo material al material ya filmado para Prehistoric Beast el montaje resultante dio, en 1985, el documental Dinosaurios. Tippett ya había participado en El Imperio contraataca (1980) animando los tauntaun vistos en esa película (y para los que inventó la técnica del go motion), y su trabajo experimental en Prehistoric Beast y Dinosaurios sirvió más tarde para los ensayos preliminares de los efectos especiales de la película Parque Jurásico (1993). Finalmente, sólo algunas secuencias de guiones gráficos de Parque Jurásico fueron rodadas en go motion y la totalidad del metraje en el que los dinosaurios aparecen en la película fue obtenida o bien mediante animatrónica o bien mediante animación por computadora.

## Rodaje, difusión y lanzamiento en formato VHS
Dinosaurios fue filmado principalmente en Nueva York y en Los Ángeles, y también en algunos yacimientos fosilíferos de Estados Unidos. Christopher Reeve, hoy ya fallecido, era un dino fan, un «fan de dinosaurios», y demostró con creces su entusiasmo durante el rodaje del documental al recurrir a su propio avión privado para desplazarse al Museo Americano de Historia Natural, en Nueva York. También solicitó por iniciativa propia la repetición de ciertas tomas durante la filmación.
Los efectos especiales en go motion fueron realizados en el garaje de Phil Tippett. Tippett fue asistido por los animadores en volumen de ILM Randy Dutra (quien hizo los moldes y las pieles de los dinosaurios) y Tom St. Amand (quien fabricó los endoesqueletos articulados metálicos de los dinosaurios).
Algunas secuencias de películas antiguas están mostradas y mencionadas en el documental Dinosaurios con la intención de explicar al telespectador hasta qué punto los dinosaurios son populares en el cine. Uno de esos extractos proviene de la película King Kong (1933). Es la escena de King Kong en la que un personaje pronuncia las palabras prehistoric beast, que es el título elegido por Phil Tippett para su cortometraje experimental, antes de que Dinosaurios viese la luz como documental televisivo de una hora.
La primera difusión pública de Dinosaurios fue emitida en el canal CBS el 5 de noviembre de 1985, pero el documental también fue emitido en Disney Channel durante los años 1990, en la época en que Disney Channel era todavía un canal de pago por cable.
Dinosaurios fue por primera vez lanzado al mercado en formato de videocasete VHS en Estados Unidos por la empresa Lionsgate Entertainment, que lo comercializó en ese formato a partir del 5 de mayo de 1993.

## Legado
Una parte del metraje de Dinosaurios fue reutilizada con una música diferente y con otros efectos de sonido en el videojuego de soporte MS-DOS Original 3-D Dinosaur Adventure, de la compañía Knowledge Adventure. Ese metraje también fue reutilizado de nuevo en las reediciones de 1995 y 1996 de ese juego.

## Recompensas
- Dinosaurios fue emitido por primera vez por televisión en noviembre de 1985 y al año siguiente, durante la celebración de 1986 de los Premios Primetime Emmy, el programa ganó el Primetime Emmy Award for Outstanding Special Visual Effects («Premio Primetime Emmy a los mejores efectos visuales y especiales»).